# Sergio Donadoni (cestista)
Sergio Donadoni (Caserta, 13 settembre 1956) è un ex cestista italiano.

## Carriera
Ha iniziato a giocare nella giovanili della Juvecaserta, per poi esordire con quest'ultima in serie A , nel 1991 vinse lo scudetto con Caserta e vinse il premio come miglior sesto uomo dell'anno. Nel 1988-89 ha disputato una stagione a Livorno. Nel 1989-90 ha disputato il campionato di Serie B2 con la maglia del Capri Basket, realizzando 28.8 punti a partita in 30 gare e vincendo la classifica marcatori.
Negli ultimi anni è ritornato nel mondo del basket, come allenatore delle giovanili di una società di Marcianise creata dalla sorella Paola, ex cestista.